# Реакција Словачке на самопроглашење независности Косова
Самопроглашење независности Косова од Србије донето је у недељу, 17. фебруара 2008. године, једногласно у Скупштини Косова. Свих 11 представника српске мањине бојкотовало је поступак. Међународна реакција је била помешана, а светска заједница је и даље подељена по питању међународног признања Косова. Реакција Словачке на проглашење независности Косова 2008. је непризнавање, али је дала назнаке да би се њен став могао променити у будућности.

## Историја
На дан проглашења, словачко Министарство спољних послова је на свом сајту објавило ово саопштење: „Министарство спољних послова Републике Словачке прима на знање једнострано проглашење независности Косова. Словачка за сада не размишља о признавању Косова на основу ове декларације. Словачка је увек била за коначно решење статуса Косова на основу споразума са одлучујућом улогом Савета безбедности УН у складу са принципима Контакт групе које су одобриле УН. Словачка ће подржати све активности УН, Европске уније, НАТО-а, ОЕБС- а и Савета Европе у вези са Косовом, пре свега учешћем Словачке у мисијама НАТО (КФОР) и ЕУ (ЕУЛЕКС) на основу Резолуције Савета безбедности ОУН 1244 (1999)".
Убрзо након тога, у фебруару 2008. године, неколико високих званичника Словачке дало је изјаве о независности Косова. Премијер Роберт Фицо је рекао: „Не искључујем могућност да Словачка никада неће признати Косово. Косово није нека независна територија, оно је саставни део Србије у коме живе Срби и припадници албанске националне мањине. Декларација независности крши основне принципе међународног права”. Фицо је рекао и да жели да се о Косову расправља у УН, јер је то једина организација која може да одлучује о промени граница. Фицо је додао да „историчари упоређују оно што се данас дешава у Србији са оним што се догодило у Минхену 1938. године или са бечком арбитражом“. Председник Иван Гашпарович рекао је да Словачка још има довољно времена да заузме разборит став. „Сигуран сам да ће бити потребно не годину или две, већ можда и десет година док земље не заузму коначан став о Косову. Заменик премијера Душан Чаплович рекао је да је Косово проглашењем независности без сагласности Србије прекршило међународно право и створило преседан.
Током 2009. године било је неколико изјава у вези са Косовом из Словачке, а најзначајније је дао председник Словачке Иван Гашпарович који је рекао да „Словачка преферира поштовање међународног права, па стога не признаје независност Косова“ , као и министар спољних послова Мирослав Лајчак који је рекао да постоји широк консензус у словачком парламенту, који прелази партијске линије (са изузетком Странке мађарске коалиције), који подржава став владе о признању Косова. Јан Шкода, портпарол Министарства спољних послова Словачке, изјавио је да ће Словачка сачекати да МСП донесе своју пресуду пре него што донесе коначну одлуку о Косову. У септембру 2009. премијер Словачке Роберт Фицо је објаснио да не постоји ниједан разлог да Словачка промени свој став о Косову.
На састанку у септембру 2009. са косовским министром спољних послова Скендером Хисенијем, господин Лајчак је рекао да Словачка види Косово као Sui generis случај, и рекао „свесни смо да је процес неповратан“.
У накнадној посети Београду, Лајчак је српској влади рекао да неће подржати ниједну иницијативу којом се признавање Косова ставља као услов за улазак Србије у ЕУ. Председник Србије Борис Тадић је потом захвалио Словачкој на подршци територијалном интегритету и суверенитету Србије.
На састанку 3. децембра 2009. са председником Србије Борисом Тадићем, словачки председник Иван Гашпарович рекао је да Словачка неће признати Косово чак и ако МСП пресуди против Београда.
Дана 2. септембра 2010. словачки министар спољних послова Микулаш Дзуринда изјавио је да никада није рекао да Словачка никада неће признати Косово. Дзуринда је 5. јануара 2011. рекао да Словачка неће променити свој став о том случају.
У априлу 2012. словачки министар спољних послова Мирослав Лајчак рекао је да ће однос Словачке према Косову зависити од развоја догађаја на Косову и развоја дијалога између Београда и Приштине. Словачка жели да нормализује атмосферу у региону, али то није предуслов да Словачка преиспита свој однос према Косову.
У априлу 2012. године, на конференцији Глобалног безбедносног форума (Глобсец) у Братислави, заменик косовског министра спољних послова Петрит Селими одржао је састанак са политичким директором словачког Министарства спољних послова Петером Михалком, који је потврдио да Словачка подржава европску перспективу Косова и охрабрио Косовске власти да наставе сарадњу са ЕУ као најбржим путем за нормализацију односа на Балкану. Такође на конференцији Глобсец, одговарајући на питање о ставу Словачке о Косову, министар спољних послова Мирослав Лајчак је рекао: „Наш став је дат, али није уклесан. Сигурно ће се прилагођавати када ситуација на терену буде другачија“.
Дана 8. августа 2012. године, бивши словачки премијер Микулаш Дзуринда, изразио је жељу да побољша односе између Косова и Словачке.
Након што је у априлу 2013. постигнут договор између Косова и Србије о нормализацији њихових односа, бивша словачка премијерка Ивета Радичова рекла је да више не види разлог зашто Словачка не би требало да призна независност Косова.
Након избора 2014. године, председник Андреј Киска се заложио за признавање Косова.
Словачки премијер Роберт Фицо је 2. априла 2015. године изјавио да Словачка „нема намеру да призна Косово“.